# Двухполосное шоссе
«Двухполосное шоссе» (англ. Two-Lane Blacktop) — американский фильм 1971 года в жанре роуд-муви, снятый режиссёром Монте Хеллманом. Основные роли исполнили музыкант Джеймс Тейлор, барабанщик группы «The Beach Boys» Деннис Уилсон, Уоррен Оутс и Лори Бёрд.
Журнал «Esquire» назвал «Двухполосное шоссе» фильмом года в 1971 году и даже полностью опубликовал сценарий в номере за апрель 1971 года. Фильм не имел коммерческого успеха, но со временем превратился в один из культовых роуд-муви. Брок Йейтс, организатор гонок, известных под названием «Пушечное ядро (гонка)|Пушечное ядро», назвал «Двухполосное шоссе» в качестве источника вдохновения.
В 2012 году фильм был выбран для хранения в Национальном реестре фильмов Библиотеки Конгресса США как «являющийся культурно, исторически или эстетически значимым».

## Сюжет
Двое молодых людей, Водитель и Механик, путешествуют по дорогам Америки на сером Chevrolet 150 1955 года с сильно форсированным двигателем. Зарабатывают они участием в соревнованиях по дрэг-рейсингу, а по дороге устраивают заезды на деньги со случайными знакомыми. Вскоре к ним присоединяется Девушка, путешествующая автостопом.
В штате Нью-Мексико команда Шевроле пересекается с водителем нового Pontiac GTO 1970 года. На протяжении всего фильма водитель GTO (далее — просто GTO) подбирает попутчиков и пытается произвести на них впечатление, каждый раз рассказывая разные истории о себе и своём автомобиле. Они с командой Шевроле решают заключить пари — тот, кто первым приедет в Вашингтон, получает машину проигравшего. Шевроле и Понтиак движутся на восток, проезжая через небольшие городки в Калифорнии, Аризоне, Нью-Мексико, Оклахоме, Арканзасе и Теннесси, но до Вашингтона так никто и не доберётся.
Проезжая через Мемфис, Водитель и Механик решают принять участие в дрэг-рейсинге, чтобы заработать немного денег. В это время Девушка сбегает от них с GTO. Команда Шевроле пускается в погоню и находит их в придорожном кафе. Девушка отвергает предложение GTO поехать с ним в Чикаго и предложение Водителя насчёт поездки в Колумбус, и в итоге уезжает с незнакомым мотоциклистом, оставив на дороге свой мешок с вещами. GTO уезжает и подбирает очередных попутчиков, двух солдат, которым рассказывает, что выиграл Pontiac GTO, соревнуясь на старом, собственноручно доработанном Шевроле 55-го года.
Фильм заканчивается на взлётной полосе заброшенного аэродрома на востоке Теннесси. Водителю и Механику снова нужны деньги, они принимают участие в очередном заезде. Водитель разгоняется по взлётной полосе, постепенно исчезает звук, затем останавливается изображение, горячая лампа проектора прожигает остановившуюся плёнку.

## В ролях
| Актёр             | Роль                                    |
| ----------------- | --------------------------------------- |
| Джеймс Тейлор     | Водитель                                |
| Уоррен Оутс       | GTO, водитель Pontiac GTO               |
| Лори Бёрд         | Девушка                                 |
| Деннис Уилсон     | Механик                                 |
| Гарри Дин Стэнтон | Пассажир из Оклахомы                    |
| Джордж Митчелл    | водитель грузовика, потерпевшего аварию |

## Критика
Роджер Эберт дал фильму оценку в три из четырёх звёзд и написал следующее:

Что мне понравилось в «Двухполосном шоссе» — это прорвавшееся на поверхность ощущение жизни, особенно в персонаже «GTO» (Уоррен Оутс). Он единственный из всех, чьей ролью является просто быть самим собой, вместо того чтобы служить в качестве инструмента или метафоры. В итоге у нас появляется ощущение, что мы встретили личность.
Оригинальный текст (англ.)What I liked about Two-Lane Blacktop was the sense of life that occasionally sneaked through, particularly in the character of G.T.O. (Warren Oates). He is the only character who is fully occupied with being himself (rather than the instrument of a metaphor), and so we get the sense we've met somebody.

Критик Винсент Кэнби в статье для Нью-Йорк Таймс писал:

Фильм «Двухполосное шоссе» далёк от идеала (мешает обилие метафор), но он обеспечен тщательно контролируемыми режиссурой, актёрской игрой, операторской работой и музыкой (к счастью, количество музыки было умеренным) опытными, зрелыми кинематографистами.
Оригинальный текст (англ.)Two-Lane Blacktop is a far from perfect film (those metaphors keep blocking the road), but it has been directed, acted, photographed and scored (underscored, happily) with the restraint and control of an aware, mature filmmaker.

Со временем фильм стал культовым, его рейтинг на сайте Rotten Tomatoes составляет 92%.